# John Spencer (1455-1522)
John Spencer (1455 – Althorp, 14 aprile 1522) è stato un politico e nobile inglese, capostipite della famiglia Spencer di Althorp.

## Biografia
Figlio di William Spencer di Radborne (fratello di Robert di Spencer Combe) ed Elizabeth Empson, nipote di Henry Spencer (m. Badby, Northamptonshire, 1476) e pronipote di Thomas Spencer. Suo zio John Spencer, sposato con Anne Empson, sorella di sua madre, era fiduciario (feoffee) di Wormleighton e affittuario (tenant) di Althorp, nel Northamptonshire. Dopo aver acquisito la tenuta di Snitterfield per via della moglie Isabel Graunt, figlia dello scudiero Sir Walter Graunt, fu uno degli esecutori testamentari del cugino John Spencer di Hodnell. Nel 1506 acquistò dallo zio il grande feudo di Wormleighton, nel Warwickshire, dove impiantò pascoli e fattorie per l'allevamento delle pecore, la cui lana era fonte di ricchezza per il suo casato; fece in seguito altri acquisti di terre presso i villaggi di Great Brington e Little Brington, nel Northamptonshire (all'epoca i possedimenti degli Spencer nel Warwickshire erano più estesi di quelli nel Northamptonshire e il castello di Wormleighton era quattro volte più grande di Althorp).
L'amministrazione esemplare delle tenute rese John Spencer uno degli uomini più ricchi d'Inghilterra. Nel 1504 fu investito di uno stemma, recante "tre teste di gabbiano su uno scudo blu e una banda d'argento".

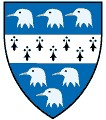
Lo stemma concesso a John Spencer nel 1504

Comprò anche la chiesa di Santa Maria di Brington dal suo signore feudale, Thomas Grey, II marchese di Dorset, per farne in seguito la tomba di famiglia. Nel 1513 chiamò come rettore della parrocchia Thomas Heritage, che era stato in precedenza cappellano di re Enrico VII: Heritage fece da supervisore dei lavori di restauro della chiesa e dalla costruzione delle tombe di famiglia, come voluto da John Spencer. In virtù del prestigio raggiunto fu infine elevato al cavalierato da Enrico VIII e anche il suo testamento conferma che fu un grande possidente terriero. Le fonti affermano che era un gentiluomo affabile e liberale, generoso con i poveri e con i fittavoli e molto pio; ricostruì infatti a sue spese le chiese di Wormleighton, Brington e Stanton, le sue tenute, dotandole anche dei paramenti e degli arredi sacri. Nel suo testamento, datato 12 aprile 1522, incaricò gli esecutori di ricompensare tutti coloro che gli erano stati leali in vita, e chiese di essere sepolto nella chiesa di Brington, davanti all'immagine della Vergine, accanto alla moglie Isabel Graunt.

## Matrimonio
Si sposò con Isabel Graunt, figlia di Sir Walter Graunt di Snitterfield, dalla quale ebbe cinque figli:
- William Spencer (sceriffo) (1496-22 giugno 1532), si sposò con Susan Knightley ed ebbe discendenza
- Anthony Spencer
- Jane Spencer
- Dorothy Spencer
- Isabel Spencer